# Азиатски палмов бързолет
Азиатският палмов бързолет (Cypsiurus balasiensis) е вид птица от семейство Бързолетови (Apodidae).

## Разпространение и местообитание
Разпространен е в Бангладеш, Бруней, Бутан, Виетнам, Индия, Индонезия, Камбоджа, Китай, Лаос, Малайзия, Мианмар, Непал, Сингапур, Тайланд, Филипините и Шри Ланка.